# Хевеш
Хевеш (на унгарски: Heves) е една от 19-те области (или комитати, megye) в Унгария. Разположена е в северната част на страната. Административен център на област Хевеш е град Егер.